# Esteban Eguía
Esteban Eguía Hormaechea (Guecho, Vizcaya, 2 de mayo de 1890 - 20 de mayo de 1934) fue un futbolista español que se desempeñaba como  centrocampista en el Athletic Club.

## Biografía
Eguía debutó el 17 de marzo de 1913, en Copa del Rey, ante el Real Madrid. El 21 de agosto fue titular en el primer partido disputado en San Mamés en un amistoso ante el Racing Irun.
Continuó cinco años más en el club vizcaíno llegando a los 42 encuentros oficiales, que era una cifra muy alta para la época amateur.

## Clubes
| Club          | País   | Año       |
| ------------- | ------ | --------- |
| Athletic Club | España | 1912-1918 |

## Palmarés

### Campeonatos regionales
| Título               | Club          | País   | Año  |
| -------------------- | ------------- | ------ | ---- |
| Campeonato del Norte | Athletic Club | España | 1914 |
| Campeonato del Norte | Athletic Club | España | 1915 |
| Campeonato del Norte | Athletic Club | España | 1916 |

### Campeonatos nacionales
| Título       | Club          | País   | Año  |
| ------------ | ------------- | ------ | ---- |
| Copa del Rey | Athletic Club | España | 1914 |
| Copa del Rey | Athletic Club | España | 1915 |
| Copa del Rey | Athletic Club | España | 1916 |